# Электроника МК-90
Микрокалькулятор «Электроника МК90» — советская портативная электронно-вычислительная машина на основе оригинального энергоэффективного асинхронного микропроцессорного набора серии 588. Имеет встроенный интерпретатор языка Бейсик. Прототип был разработан в 1986 году. Для расширения функциональности под «Электронику МК90» выпускалась док-станция «Электроника МК-92».
Производился в Минске на заводе «Электроника».

## Технические характеристики
- Процессор: микропроцессорный комплект 588 (энергоэффективный асинхронный 16-разрядный), система команд PDP-11
- Память: ОЗУ 16 кБ (пользователю доступно 11824 байта в версии BASIC 1.0 или 12248 байт в версиях BASIC 2.0 и 2.1), ПЗУ 32 кБ (с интерпретатором Бейсика)
- Дисплей: жидкокристаллический, 120 × 64 точек или 8 строк по 20 символов, размер информационного поля 110×60 мм (диагональ 127 мм, примерно 5 дюймов).
- Клавиатура: 63 клавиши
- Питание: 4 элемента AA или внешний блок питания 220 В. Штатно — 4 никель-кадмиевых аккумулятора типа «НКГЦ-0,45 II C» или «НКГЦ-0,5-II C» ~1,2 В, 450 мА*ч или 500 мА*ч, соответственно.
- Зарядное устройство: типа «Электроника ЗУ-01М» для аккумуляторов НКГЦ, потребляемая мощность 0,6 ВА
- Блок питания: марки «Электроника Д2-37Б».
- Энергопотребление: 5 В, 0,55 Вт
- Технические условия: ТУ бК0.310.095
- Размеры: 255 × 100 × 33,5 мм
- Масса: не более 550 г
- Масса комплекта: 1,6 кг

## Описание
Построен на основе 16-разрядного асинхронного микропроцессорного комплекта 588: АЛУ КА588ВС2 с набором управляющей памяти на КА588ВУ2, периферийных микросхем серии КА1835 и ОЗУ статического типа на базе КА537РУ10.
Экран жидкокристаллический ИЖГ80-120х64 производства завода «Интеграл». Система команд совместима с микроЭВМ «Электроника-60»
В комплект устройства входят два подключаемых модуля внешней энергонезависимой памяти МПО-10 (в некоторых источниках упоминается модуль «СМП 92-0/92-I/92-II» — Сменный Модуль Памяти) объёмом по 10 Кбайт. Энергонезависимость обеспечивалась встроенной литиевой батареей типа CR2016. На одном из таких модулей можно было найти игру Тетрис, написанную в машинных кодах, или набор тестовых программ. Ввиду того, что батареи CR2016 со временем разряжаются, тестовые программы для МК-90 считались утраченными, однако были обнаружены в частной коллекции и опубликованы в Интернете. Помимо модуля МПО (модуль памяти оперативной) выпускался и МПП (модуль памяти постоянной, эта память энергонезависимая и сделана на ПЗУ), на котором были обнаружены следующие игры: «Тетрис», «Пакман», «Бокс», «Шахматы», «Головоломка», «Змея», «Космос», «Теннис» и «Ханойская башня».
Сейчас существует Устройство чтения/записи картриджей памяти для Arduino.
Есть возможность подключения док-станции Электроника МК-92, оснащённой перьевым четырёхцветным графопостроителем и выходом на бытовой магнитофон. Было заявлено, что МК-92 будет поддерживать вывод на бытовой телевизор, но эта возможность так и не была реализована. К док-станции штатно могут быть подключены МК-90, поставляемые с этой док-станцией (версия 2.0). Микрокомпьютеры с версией 1.0 программного обеспечения подключаются к МК-92 только с использованием специального СМП с патчем для работы с микроплоттером, при этом с магнитофоном устройство работать не будет.
Первоначально цена МК-90 должна была равняться 500—800 рублей.
Цена устройства была слишком большой для рядовых потребителей — 3500 рублей в 1988 году, 2600 — в 1990, 1500 — в 1991. В 1991 году эта сумма превышала полугодовую зарплату среднего советского гражданина.
По-видимому, развитием модели МК-90 является микрокомпьютер Электроника МК-98 на основе процессора ЭКР1834ВМ86, совместимого с классическим процессором i80C86. Серийное производство МК-98 не было налажено (микрокомпьютер существовал только в опытных образцах).

В области ПЗУ устройств с Бейсиком версии 2.0 лежит код, указывающий авторов прошивки 
Авторы: Клименков, Наумова, Фандеева, Кондратенко, Ершова, Шестак, Денисевич, Савченко